# Samson & Gert 5 (Dubbele feest-CD)
Samson & Gert 5 (Dubbele feest-CD) is het vijfde cd-album van de serie Samson en Gert. Deze cd werd uitgegeven naar aanleiding van het 5-jarige bestaan van Samson en Gert. De eerste cd is dezelfde als Samson & Gert 5. De tweede cd is de jubileum-cd, deze omvat een aantal Samson-klassiekers van vorige albums. Het album verscheen op 16 juni 1995. Op het album zijn de stemmen van Danny Verbiest als Samson en Gert Verhulst als Gert te horen. De teksten zijn onder andere van Danny Verbiest, Gert Verhulst en Ivo de Wijs. De muziek is voornamelijk van de hand van Johan Vanden Eede, Gert Verhulst, Robert Long en Geert Burssens. Het liedje Er zit meer in een liedje dan je denkt dat eerder al verscheen bij Samson werd geschreven door Stef Bos. In sommige liedjes zingt er een koor mee o.l.v. Nicky Budts en Wilfried Paesschierssens.

## Tracklist

### Cd 1
| 1.                   | Druk               | 3:52 |
| 2.                   | Joebadoebadoe      | 3:09 |
| 3.                   | Bij Heidi in Tirol | 3:26 |
| 4.                   | In de disco        | 3:51 |
| 5.                   | Vliegen            | 3:43 |
| 6.                   | Wij zijn rijk      | 3:17 |
| 7.                   | Wereldberoemd      | 4:37 |
| 8.                   | De Samson-samba    | 3:40 |
| 9.                   | De fanfare         | 3:27 |
| 10.                  | De opera           | 3:42 |
| 11.                  | Vrede              | 3:33 |
| 12.                  | 't Is afgelopen    | 2:54 |
| Totale duur: ± 44.00 |                    |      |

### Cd 2
| 1.                   | Samsonrock                             | 2:28 |
| 2.                   | Er zit meer in een liedje dan je denkt | 3:38 |
| 3.                   | Samen op de moto                       | 3:31 |
| 4.                   | Als je bang bent                       | 3:07 |
| 5.                   | Ik ben verliefd                        | 3:31 |
| 6.                   | Tien miljoen                           | 2:54 |
| 7.                   | Slaapliedje                            | 3:50 |
| 8.                   | Wij gaan naar de maan                  | 3:59 |
| Totale duur: ± 27.00 |                                        |      |

## Hits

### Ultra top 50 Albums
Dit album stond in België tussen 1 juli 1995 en 5 juni 1996 (49 weken) in de Ultratop 50 (Vlaanderen) waarvan hij 9 week op plaats 1 stond.

### Top 100 albums
Dit album stond in Nederland tussen 5 juli 1995 en 30 september 1995 (12 weken) in de Top 100 albums waarvan hij 1 week op plaats 51 stond.